# إتش تي سي إيفو شيفت 4G
إتش تي سي إيفو شيفت 4G (بالإنجليزية: HTC Evo Shift 4G)‏ هو هاتف ذكي من إتش تي سي يعمل بنظام أندرويد، تم طرحه في الأسواق في 9 يناير 2011.

## الخصائص
- نظام التشغيل: أندرويد
- الكاميرا الأمامية: لا يوجد
- الكاميرا الخلفية: 5 ميجابكسل
- الشاشة: إل سي دي
- الوزن: 167 غ (5.9 أونصة)
- المعالج: 800 ميجا هرتز
- الذاكرة: 512 ميجابايت
- التخزين: 2 جيجابايت